# أحمد القدور
أحمد القدور (4 يناير 1993 بحلب في سوريا - ) هو لاعب كرة قدم سوري في مركز الهجوم. شارك مع منتخب سوريا تحت 17 سنة لكرة القدم. أما مع النوادي، فقد لعب مع نادي البقعة ونادي الكرامة ونادي الوحدة ونادي تشرتشل براذرز.

## روابط خارجية
- أحمد القدور على موقع Soccerway.com (الإنجليزية)